# Liste der Mitglieder des Réseau Pat O’Leary
Diese Aufstellung ist eine Liste der Mitglieder des Réseau Pat O’Leary. Diese Tabelle erhebt keinen Anspruch auf Vollständigkeit.
| Name                                 | Referenzen  | Geburtsjahr/-ort                          | Sterbejahr/-ort Todesursache                                           | Beruf                                                             | Anmerkungen                                                       | Foto |
| ------------------------------------ | ----------- | ----------------------------------------- | ---------------------------------------------------------------------- | ----------------------------------------------------------------- | ----------------------------------------------------------------- | ---- |
| Herr Peute d'Abbeville               |             |                                           |                                                                        |                                                                   | Nord                                                              |      |
| Marguerite Adam                      |             |                                           |                                                                        |                                                                   | Nord                                                              |      |
| Augustin Ansart                      | [ 1 ]       | 1902 in Auchy-les-Mines                   | 1944 in Lille                                                          | Regionalmanager                                                   |                                                                   |      |
| Émile Baley                          |             | 1881 in Châteaulin                        | 1944 im KZ Groß-Rosen                                                  |                                                                   |                                                                   |      |
| Alexis Benzi                         |             |                                           |                                                                        |                                                                   |                                                                   |      |
| Abel Béraet                          | [ 2 ]       | 1906 in Calais (Pas-de-Calais)            | 1944 im Fort de Bondues (Nord), erschossen                             | Lebensmittelhändler                                               | auch Réseau Alibi: Jean de Vienne                                 |      |
| Henri Béraet                         | [ 3 ]       | 1895 in Calais (Pas-de-Calais)            | 1943 im Fort de Bondues (Nord), erschossen                             | Elektriker                                                        | auch Réseau Alibi: Jean de Vienne und Réseau Alliance             |      |
| Jeanne Beraet                        | [ 4 ]       | 1900 in Monceau-les-Leups (Aisne)         | 1985 in Calais                                                         |                                                                   |                                                                   |      |
| Gaston Berthe                        | [ 5 ]       | 1889 in Calais                            | 1952 in Calais                                                         | Tüllmacher                                                        | Leiter des Sektors Calais                                         |      |
| Guy Berthet                          |             |                                           | 1944 im KZ Mauthausen                                                  |                                                                   | Chef des Netzwerks in der Region Toulouse und Pyrenäen, Marseille |      |
| Francis Blanchain                    |             |                                           |                                                                        |                                                                   | Toulouse                                                          |      |
| Andrée Borrel                        | [ 6 ]       | 1919 in Louveciennes oder Paris           | 1944 im KZ Natzweiler-Struthof                                         | Krankenschwester, Verkäuferin                                     |                                                                   |      |
| Raymond Boulet                       | [ 7 ]       | 1913 in Verchin                           | 1998 in Hernicourt                                                     | Eisenbahn-Mitarbeiter                                             |                                                                   |      |
| Jean-Constant Bourgeois              | [ 8 ] [ 9 ] | 1898 in Darnétal                          | 1941 in Mont-Valérien                                                  | Industrieller                                                     |                                                                   |      |
| Margarete Bown                       | [ 10 ]      | 1899 in Guînes                            | 1991 in Charleville-Mézières                                           |                                                                   |                                                                   |      |
| Sidney Bown (Edward Bown?)           | [ 11 ]      | 1898 in Guînes                            | 1944 im Fort de Bondues (Nord), erschossen                             | Exporteur von Eiern und Geflügel                                  |                                                                   |      |
| Tony Brooks                          |             | 1922                                      | 2007                                                                   | Geheimagent                                                       | (SOE)                                                             |      |
| Jean Carl                            |             |                                           |                                                                        |                                                                   | Nord                                                              |      |
| Pater Pierre Carpentier              | [ 12 ]      | 1912 in Carvin OT: Libercourt             | 1943 in Dortmund                                                       | Pfarrer, Priester                                                 | Leiter der Somme-Region, Nord                                     |      |
| Donald Caskie                        |             |                                           |                                                                        |                                                                   |                                                                   |      |
| José Cassé                           | [ 13 ]      | 1921 in Arnaud-Guilhem (Haute-Garonne)    | 1944 in Urau (Haute-Garonne)                                           | Tierhändler                                                       |                                                                   |      |
| Herr de Chaumont                     |             |                                           |                                                                        |                                                                   | Nord                                                              |      |
| Anne-Marie Chedeville                |             |                                           |                                                                        |                                                                   | Nord                                                              |      |
| José Ciprés                          |             | in Labata                                 | 1976 in Toulouse                                                       |                                                                   | Toulouse, “Sarramian”                                             |      |
| Charles Cliquet                      |             | 1891 in Imphy                             | 1956 in Paris                                                          | Arzt                                                              |                                                                   |      |
| Solange Cliquet                      |             | 1898 in Vierzon (Dept. 18)                |                                                                        |                                                                   |                                                                   |      |
| Fabien de Cortes                     |             |                                           |                                                                        |                                                                   |                                                                   |      |
| René Cozanet                         |             | 1879 in Châteaulin                        | 1944 im KZ Groß-Rosen                                                  | Zahnarzt                                                          | Bretagne                                                          |      |
| Madeleine Zoe Damerment (checken?)   |             |                                           | 1944 im KZ Dachau                                                      |                                                                   | Nord                                                              |      |
| Raffael Dannel                       | [ 14 ]      | 1899 in Estaires                          | 1986 in Thiembronne                                                    | Konditor                                                          |                                                                   |      |
| Madeleine Deram, geb. Vanoutegem     |             | 1905 in Harelbeke                         |                                                                        |                                                                   | Nord                                                              |      |
| Désiré Didry                         | [ 15 ]      | 1899 in Tourcoing                         | 1943 in Dortmund (oder Bochum)                                         | Kaufmann; Lederhändler                                            | Nord                                                              |      |
| Andine Dijon                         |             |                                           |                                                                        |                                                                   | Marseille                                                         |      |
| Henri Dijon                          |             |                                           |                                                                        |                                                                   | Marseille                                                         |      |
| Costa Dimpoglou                      |             |                                           |                                                                        |                                                                   |                                                                   |      |
| Marie-Louise Dissard                 |             | 1881 in Cahors                            | 1957                                                                   |                                                                   |                                                                   |      |
| Bruce Dowding                        | [ 16 ]      | 1914 in Melbourne (Australien)            | 1943 in Dortmund                                                       | Lehrer                                                            | Marseille, Nord                                                   |      |
| Pater Georges Dropsy                 |             |                                           |                                                                        |                                                                   | Nord                                                              |      |
| Marcel Duhayon                       |             | 1899 in Lille                             | 1943 in Dortmund                                                       | Kaufmann oder Zollbeamter                                         |                                                                   |      |
| Protais Dubois                       | [ 17 ]      | 1902 in Burbure                           | 1943 in Dortmund                                                       | Mechaniker, Elektriker                                            |                                                                   |      |
| Philippe Duclercq                    |             |                                           |                                                                        |                                                                   | Nord                                                              |      |
| Maurice Dufour                       |             |                                           |                                                                        |                                                                   |                                                                   |      |
| François Duprez                      |             | 1908 in Tourcoing                         | 1944 im KZ Sonnenburg                                                  | Angestellter                                                      | Chef des Netzwerks im nordfranzösischen Lille, Nord               |      |
| Herr Durand                          |             |                                           |                                                                        |                                                                   | Nord                                                              |      |
| Norbert Fillerin                     | [ 18 ]      | 1897 in Enghien-les-Bains                 | 1977 in Renty                                                          | Bauer, Imker                                                      | Leiter der Region Pas de Calais, Nord                             |      |
| Marguerite Fillerin-Cadet            | [ 19 ]      | 1897 in Renty                             | 1980                                                                   |                                                                   |                                                                   |      |
| Henri Fiocca                         |             |                                           | 1943                                                                   |                                                                   |                                                                   |      |
| Ian Garrow                           |             | 1908                                      | 1976                                                                   |                                                                   |                                                                   |      |
| Paulette Gastou                      |             |                                           |                                                                        |                                                                   | Toulouse                                                          |      |
| Simone Ghisdal                       |             |                                           |                                                                        |                                                                   | Nord                                                              |      |
| Albert-Marie Guérisse (=Pat O'Leary) |             | 1911 in Brüssel                           | 1989 in Waterloo (Belgien)                                             | Offizier und Arzt                                                 |                                                                   |      |
| Tom / Thomas Groom                   |             |                                           |                                                                        |                                                                   | Marseille                                                         |      |
| Elizabeth Haden-Guest (Furse?)       |             | 1910                                      | 2002                                                                   |                                                                   | Marseille                                                         |      |
| Pierre d' Harcourt                   |             |                                           |                                                                        |                                                                   |                                                                   |      |
| Francois Havet                       | [ 20 ]      | 1895 in Montreuil-sur-Mer                 | 1945 (irgendwo in Deutschland)                                         | Notar                                                             | Réseau Centurie und OCM, Réseau Pat O'Leary                       |      |
| Herr Prof. Holneck                   |             |                                           |                                                                        |                                                                   | Paris                                                             |      |
| Alfred Louis François Lanselle       | [ 21 ]      | 1911 in Saint Omer                        | 1999 in Saint-Antonin-Noble-Val                                        | Kaufmann                                                          |                                                                   |      |
| Pierre Lanvers                       |             | 1918 in Nîmes                             | 2017                                                                   |                                                                   |                                                                   |      |
| Fernand Lebreton                     | [ 22 ]      |                                           |                                                                        |                                                                   | Marseille                                                         |      |
| Solange Lebreton                     | [ 22 ]      |                                           |                                                                        |                                                                   | Marseille                                                         |      |
| Pauline Le Cam                       | [ 23 ]      | 1920 in Vieille-Eglise                    | 2017                                                                   |                                                                   |                                                                   |      |
| Roland Hector Lepers                 |             | 1923 in Wasquehal                         |                                                                        |                                                                   | Nord                                                              |      |
| Frau Leprêtre de Hellesmes les Lille |             |                                           |                                                                        |                                                                   | Nord                                                              |      |
| Robert Leycuras                      | [ 24 ]      | 1909 in Limoges                           | 1989 in Argenteuil                                                     | Beamter                                                           | Marseille                                                         |      |
| Mary Lindell                         |             | 1895                                      | 1987                                                                   |                                                                   |                                                                   |      |
| Théophile Lourdel                    | [ 25 ]      | 1889 in Saint-Omer                        | 1964 in Saint Omer                                                     | Karosseriemechaniker                                              |                                                                   |      |
| Élise Mazelier                       |             | 1908                                      | 1989                                                                   |                                                                   | Toulouse                                                          |      |
| Augustine Mongelard                  |             |                                           |                                                                        | Hotelier                                                          | Toulouse                                                          |      |
| Stanislas Mongelard                  | [ 26 ]      | 1892 in Grenoble                          | 1945 im KZ Dora-Mittelbau                                              | Hotelier                                                          | Toulouse                                                          |      |
| Airey Neave                          |             | 1916 in London                            | 1979 in London                                                         | Politiker                                                         |                                                                   |      |
| Gaston Nègre                         |             |                                           |                                                                        | Leiter eines Restaurants                                          | Marseille                                                         |      |
| Louis Nouveau                        |             |                                           |                                                                        | Geschäftsmann                                                     | Leiter der Region Süd, Marseille                                  |      |
| Renée Nouveau                        |             |                                           |                                                                        |                                                                   |                                                                   |      |
| Jean de la Olla                      |             |                                           |                                                                        | Buchhalter                                                        | Nord                                                              |      |
| Georges Payen                        |             | 1921                                      | 2009 in Saint Omer                                                     |                                                                   |                                                                   |      |
| Valentine Ployart                    |             |                                           |                                                                        |                                                                   | Nord                                                              |      |
| Francisco Ponzán-Vidal               | [ 27 ]      | 1911 in Oviedo (Asturien, Spanien)        | 1944 in Buzet-sur-Tarn, hingerichtet                                   | Lehrer                                                            | Toulouse                                                          |      |
| André Postel-Vinay                   |             | 1911 in Paris                             | 2007 in Paris                                                          | Jurist, Politikwissenschaftler, Offizier                          | Paris                                                             |      |
| Mario Prassinos (?/checken)          |             |                                           |                                                                        |                                                                   | Marseille                                                         |      |
| Frau de Ram                          |             |                                           |                                                                        |                                                                   | Nord                                                              |      |
| Doktor George Rodocanachi            |             | 1875                                      | 1944 im KZ Buchenwald                                                  | Arzt                                                              | Marseille                                                         |      |
| Leoni Savinos                        |             |                                           |                                                                        |                                                                   | Marseille                                                         |      |
| Frau Savinos                         |             |                                           |                                                                        |                                                                   | Marseille                                                         |      |
| William Sharp                        | [ 28 ]      | 1893 in Dover (Großbritannien)            | 1943 im Fort de Bondues (Nord), erschossen                             | Dolmetscher                                                       | Réseau Alibi, Pat O'Leary-Netzwerk                                |      |
| Octave Louis Terlat                  | [ 29 ]      | 1903 in Vaudringhem                       | 1945 in Steppendorf (Deutschland) Todesmarsch aus dem KZ Sachsenhausen |                                                                   |                                                                   |      |
| Jules Tolrest                        | [ 30 ]      | 1900 in Nielles-lès-Bléquin               | 2005 in Biarritz                                                       | Müller                                                            |                                                                   |      |
| Paul Ulmann                          |             |                                           |                                                                        | Schneider                                                         | Toulouse                                                          |      |
| Louise Vangrevelynghe-Coquet         | [ 31 ]      | 1903 in Calais                            | 2003 in Dünkirchen-Rosendael                                           |                                                                   |                                                                   |      |
| Jeanne Voglimacci                    |             |                                           |                                                                        |                                                                   | Nord                                                              |      |
| Alex Wattebled                       | [ 32 ]      | 1912 in Boulogne-sur-Mer                  | 2003 in Avranches                                                      |                                                                   | Nord                                                              |      |
| Nancy Wake                           | [ 33 ]      | 1912 in Roseneath, Wellington, Neuseeland | 2011 im Royal Borough of Kingston upon Thames, London                  | Krankenschwester, Journalistin, später: Geheimdienstmitarbeiterin |                                                                   |      |
| George Wepierre                      | [ 34 ]      | 1907 in Setques                           | 1982 in Helfaut                                                        | Notar                                                             | Réseau Centurie und OCM, Réseau Pat O'Leary                       |      |
| Germaine Wimille-Willard             | [ 35 ]      | 1907 in Bayenghem-les-Seninghem           | 1995 in Arques                                                         | Friseurin                                                         | Réseau Centurie und OCM, Réseau Pat O'Leary                       |      |